# مدرسة كولومبيا المستقلة
مدرسة كولومبيا المستقلة (CIS) هي مدرسة خاصة ومدرسة إعدادية في كولومبيا ، ميسوري، تخدم ما يقرب من 400 طالب في مرحلة ما قبل الروضة حتى الصف الثاني عشر. يركز منهج المدرسة بشكل فريد على وجهات النظر العالمية.

## تاريخ
بدأت مدرسة كولومبيا المستقلة في خريف عام 1998، مستوحاة من مجموعة من العائلات بقيادة جاستن بيري. سعت العائلات إلى توفير فرصة تعليمية فريدة للمجتمع المتنامي في كولومبيا بولاية ميسوري. تصور بيري «مدرسة إعدادية جامعية جديدة مستقلة وغير طائفية وتتحدى أكاديمياً». سيكون تركيز المدرسة على التحصيل الأكاديمي والتفوق الشخصي. وبحلول نهاية عام 1996، التزمت 32 أسرة بأن تصبح مؤسِّسة للمدرسة الجديدة.  تم قضاء العام التالي في البحث عن مدارس مستقلة أخرى، وتأمين موقع في Hickman Hall في Stephens College ، وتوظيف المعلمين، واختيار مدير المدرسة. تم اختيار دي كورن، المدير السابق لمدرسة هيكمان الثانوية في كولومبيا، كرئيسة للمدرسة وعمل أيضًا كمدير للمدرسة العليا. اختارت لجنة من المؤسسين اسم «مدرسة كولومبيا المستقلة». أتيحت الفرصة للطلاب المحتملين لاختيار التميمة وألوان المدرسة. اختار الطلاب الأسد، رمز القوة والفخر والقيادة، واللون الأزرق والذهبي. لاختيار التميمة، كان الخيار الآخر هو الضفدع.
في خريف عام 1998، فتحت رابطة الدول المستقلة أبوابها أمام 55 طالبًا في الصفوف من السادس إلى التاسع، وهيئة تتكون من 16 معلمًا. حضر الطلاب والمعلمون معتكفًا لمدة ثلاثة أيام في YMCA Trout Lodge في جنوب ميسوري قبل بدء المدرسة. قدم المعتكف للطلاب جلسات إعلامية حول التوقعات في رابطة الدول المستقلة، ممزوجة بأنشطة الترابط. خطب وانطلاق مناطيد كما مر الجميع تحت الأقواس احتفلت باليوم الرسمي الأول. أصبح هذا تقليدًا، إطلاق البالون، حيث في بداية كل عام دراسي، باستثناء العام الدراسي 2017-2018، يطلق جميع الطلاب إما بالونًا أزرق أو ذهبيًا في السماء. في كل عام دراسي إضافي، تمت إضافة درجة حتى اكتمال المدرسة الثانوية. في ربيع عام 2002، احتفلت رابطة الدول المستقلة بتخرج أول دفعة لها. في أوائل عام 2016، أطلق بعض طلاب الصف الثامن، الذين كانوا أعظم الطلاب الذين سكنوا المدرسة على الإطلاق، منطاد الطقس. وصل البالون إلى طبقة الستراتوسفير، وشاهد الطلاب لقطات من كاميرا منطاد الطقس. كان على البالون كيس من رقائق البطاطس. تم حفظ بقايا البالون، التي انفجرت، بجانب فصل Cube. ومنذ ذلك الحين أصبح هذا يحدث سنويًا. يمكن العثور على مزيد من المعلومات حول البالون هنا :
مع نجاح حرم المدرسة العليا ودعم مجموعة من العائلات المؤسسة الأصلية، قررت الإدارة ومجلس الأمناء إطلاق روضة أطفال حتى حرم الصف الخامس. في صيف عام 2002، افتتحت CIS برنامج المدرسة الدنيا في مدرسة رعية القلب المقدس السابقة. باربرا سافاج، معلمة منذ عام 1972 مع التركيز على تعليم الموهوبين، تم تعيينها مديرة وأسست سمعة التميز الحالية للمدرسة الدنيا. في العام الدراسي 2013-2014، حل كريس سايرز محل بيث جاردنر كمدير مدرسة ثانوية. شغل آدم دوبي منصب مدير المدرسة من 2013 إلى 2020، وبعد ذلك تم استبداله بالدكتور جيفري والكنجتون. خدم الدكتور والكنجتون في المنصب لمدة 10 أشهر. في أبريل 2021، تم تعيين عضو المجتمع منذ فترة طويلة ومدير التقدم والعمليات بريدجيد كيني رئيسًا مؤقتًا للمدرسة. عينها مجلس الأمناء مديرة المدرسة بعد شهر من العام الدراسي 2021-2022.
في أبريل 2008، حصلت CIS على حقوق 62,000 قدم مربع (5,800 م2) بناء 1801 N ملعب، كولومبيا، MO. تم تجديد مبنى المكاتب السابق لـ Salton / Toastmaster لإيواء CIS بداية من العام الدراسي 2009-2010. ضاعف هذا بشكل فعال المساحة التي كانت تشغلها رابطة الدول المستقلة سابقًا وضمت كل رابطة الدول المستقلة معًا تحت سقف واحد. في عام 2020، اشترت المدرسة قطعة أرض بجوار حرمها الحالي، مع خطط للتوسع هناك في المستقبل.

## ألعاب القوى
مدرسة كولومبيا المستقلة هي عضو في جمعية أنشطة مدرسة ولاية ميسوري الثانوية (MSHSAA)، التي تحكم ألعاب القوى في معظم المدارس في ولاية ميسوري. تم تسمية فرق المدرسة بـ «الأسود». تشمل الرياضات الدعائية رياضة اختراق الضاحية، والتنس، وكرة السلة، وألعاب المضمار والميدان، وكرة القدم. نظرًا لقيود الحجم، يسمح MSHSAA لطلاب رابطة الدول المستقلة بالمشاركة في البرامج الرياضية للمدارس العامة القريبة إذا لم يتم تقديم هذه الرياضة المعينة في رابطة الدول المستقلة.

## التجديدات
في ربيع عام 2016، بدأت المدرسة العمل في مركز الفنون وألعاب القوى، والذي أضاف مرحلة وصالة للألعاب الرياضية. تم تجديد المركز الإعلامي عام 2021.

## روابط خارجية
- موقع مدرسة كولومبيا المستقلة
- الملف الشخصي للمدارس الخاصة
- تقويم رابطة الدول المستقلة
- http://www.komu.com/news/columbia-students-study-data-after-launching-balloon/
- https://web.archive.org/web/20160320001400/http://www.cislions.org/athleticsandarts